# FC Rokycany
FC Rokycany jsou český fotbalový klub z města Rokycany v západních Čechách. Založen byl v roce 1903. V současnosti hraje v Divizi A, což je čtvrtá nejvyšší fotbalová soutěž v Česku.

## Stadion pod Husovými sady
Domácím stadionem klubu je Stadion pod Husovými sady. Stadion má kapacitu 3 000 diváků. V posledních letech se dočkal modernizace.

## Úspěchy a významné okamžiky
Klub se zúčastnil MOL Capu 2022, kdy se tým dostal až do 3. kola. V soutěži se utkal se Slovanem Liberec.